# روبرت أيرون سايد
روبرت أيرون سايد (بالإنجليزية: Robert Ironside)‏ هو لاعب كرة قدم نيوزيلندي في مركز الوسط، ولد في 20 أغسطس 1967 في نيوزيلندا. شارك مع منتخب نيوزيلندا لكرة القدم. أما مع النوادي، فقد لعب مع نادي جنوب الصين ونادي سيدني أوليمبيك ونيوكاسل يونايتد جتس.

## وصلات خارجية
- روبرت أيرون سايد على موقع الاتحاد الدولي (مؤرشف)  (الإنجليزية)
- روبرت أيرون سايد على موقع قاعدة بيانات كرة القدم.إي يو (الإنجليزية)
- روبرت أيرون سايد على موقع ناشيونال فوتبول تيمز (الإنجليزية)